# CockyBoys
 (octobre 2024).
Si vous disposez d'ouvrages ou d'articles de référence ou si vous connaissez des sites web de qualité traitant du thème abordé ici, merci de compléter l'article en donnant les références utiles à sa vérifiabilité et en les liant à la section « Notes et références ».
CockyBoys est une maison de production de pornographie sur internet gay basée à New York. Ce site a attiré l'attention sur lui en mêlant l'érotisme artistique et le cinéma expérimental au style de cinéma plus courant. Le film de téléréalité  Project GoGo Boy est considéré comme le succès qui l'a fait connaître.
CockyBoys a reçu plusieurs prix.

## Histoire
CockyBoys est fondé par Kyle Majors en 2007. Le site est d'abord basé à Los Angeles, avec une approche assez simple et voyeuriste de la pornographie. Au début des années 2010, le site est vendu au new-yorkais Jake Jaxson, qui en fait l'un des deux principaux studios pornographique gay de la ville. L'apparence des films change considérablement, accordant une plus grande attention à la réalisation et au montage. La notoriété du studio entre dans les médias généralistes quand le magazine New York publie un article sur la vie de ses producteurs en 2012.

## Principaux films
- Project GoGo Boy (2012)
- The Haunting (2012)
- Max & Jake's Road Strip (2013)
- A Thing of Beauty[4] (2013)
- Answered Prayers (2013)
- One Erection (2016)
- All Saints (2018)
- Flea Pit (2018)
- Le Garçon scandaleux (2019)
- Hollywood and Vine (2020)
- Lips Together (2021)
- Happy Endings (2023)
- Boys Will Be Boys (2023)

## Acteurs notables
- Calvin Banks
- Jake Bass
- Tommy Defendi
- Pierre Fitch
- Wolf Hudson
- Levi Karter
- Colby Keller
- Max Konnor
- Jesse Santana
- Austin Wilde

## Récompenses
- 2009 : Adult Erotic Gay Video Awards du meilleur site internet pornographique[5]
- 2009 : Cybersocket Web Award du meilleur vidéo amateur
- 2014 : Hustlaball Award du meilleur film pour The Haunting
- 2014 : Cybersocket Web Award du meilleur film ou de la meilleure websérie de l'année pour Answered Prayers[6]
- 2015 : XBIZ Award du film gay de l'année pour A Thing of Beauty
- 2015 : XBIZ Award du site adulte de l'année, catégorie gay[7]
- 2017 : Grabby Award du meilleur groupe et du meilleur réalisateur pour One Erection[8]
- 2019 : XBIZ Award du site gay de l'année, et prix du film gay de l'année pour Flea Pit[9]
- 2020 : XBIZ Award du film gay de l'année pour All Saints: Chapter One[10]